# Decimoputzu
Decimoputzu (sardinsky: Deximupùtzu) je italská obec (comune) v provincii Sud Sardegna v regionu Sardinie. Nachází se ve výšce 17 metrů nad mořem a má přibližně 4 200 obyvatel. Rozloha obce je 44,77 km².